# تجمع الهوفويتين للديمقراطية والسلام
تجمع الهوفويتين للديمقراطية والسلام (بالفرنسية: Rassemblement des houphouëtistes pour la démocratie et la paix)‏ هو حزب سياسي في ساحل العاج.

## التاريخ
تم تأسيس التجمع كتحالف سياسي في 18 مايو 2005،  يسعى لاستعادة الأيديولوجية السياسية للرئيس المؤسس للبلاد، فيليكس أوفوي بوانيي. وشمل في البداية تجمع الجمهوريين والحزب الديمقراطي لكوت ديفوار والاتحاد للديمقراطية والسلام في كوت ديفوار وحركة قوى المستقبل واتحاد ساحل العاج.
على الرغم من تشكيل التحالف، تقدم كل حزب بمرشحه في انتخابات 2010 الرئاسية.  على الرغم من أن الأحزاب الخمسة تنافست إلى حد كبير في الانتخابات البرلمانية لعام 2011 وحدها، فقد تم طرح قوائم مشتركة من التحالف في بعض الدوائر الانتخابية، وفاز بأربعة مقاعد في أبيدجان. في الانتخابات الرئاسية لعام 2015، رشح التحالف الرئيس الحالي الحسن واتارا من التجمع من أجل الجمهورية كمرشح له. فاز واتارا بنسبة 84٪ من الأصوات. في عام 2016 انضم حزب العمال الإيفواري إلى التحالف للمشاركة في الانتخابات البرلمانية لعام 2016.  واحتفظ التحالف بأغلبية في الانتخابات وفاز بـ 167 مقعدا من 255 مقعدا.
في 16 يوليو 2018، تحول التحالف إلى حزب موحد، بما في ذلك أعضاء في تجمع الجمهوريين والاتحاد للديمقراطية والسلام في ساحل العاج وبعض الأحزاب الصغيرة. عيّن الحزب الجديد الحسن واتارا مرشحا للانتخابات الرئاسية لعام 2020. 

## التاريخ الانتخابي

### انتخابات رئاسية
| انتخابات | المرشح       | أصوات         | %             | أصوات          | %              |
| انتخابات | المرشح       | الجولة الأولى | الجولة الأولى | الجولة الثانية | الجولة الثانية |
| -------- | ------------ | ------------- | ------------- | -------------- | -------------- |
| 2015     | الحسن واتارا | 2,618,229     | 83.66%        | -              | -              |
| 2020     | الحسن واتارا | 3,031,483     | 95.31%        | -              | -              |

### انتخابات برلمانية
| انتخابات | أصوات     | %      | مقاعد     |
| -------- | --------- | ------ | --------- |
| 2011     | 32,041    | 1.64%  | 4 / 255   |
| 2016     | 1,019,057 | 50.26% | 167 / 255 |
| 2021     | 1,313,886 | 49.18% | 137 / 255 |